# Perusia
Perusia est le nom latin de Pérouse (Perugia en italien, d'un nom étrusque probable φersna) chef-lieu de la province du même nom, dans la région Ombrie, en Italie.

## Historique
Perusia est l'une des douze cités étrusques (ensemble dit dodécapole).
Elle est mentionnée lors de la guerre de -310 ou -309 entre les Étrusques et les Romains. Elle participe activement à la rébellion de -295 et doit se résoudre, avec Volsinies (Bolsena) et Arretium (Arezzo), à demander la paix l'année suivante.
Au cours des guerres puniques de -216 et -205, Perusia se range aux côtés de Rome et accueille une partie des soldats en fuite lors de la Bataille du lac Trasimène.
On n'entend parler à nouveau de la cité qu'en -41 et -40, lorsque Lucius Antonius vient s'y réfugier avant d'être vaincu par Octave à l'issue d'un long siège.
On a retrouvé des projectiles de plomb tirés avec des frondes et des catapultes à l'intérieur de la cité et dans les environs (Corpus inscr. lat. XI. 1212). La ville est brûlée, nous dit-on, sauf les temples de Vulcain et de Junon. Les murs-terrasses étrusques, toutefois, ne sont guère endommagés. Certains de ses habitants s'enfuirent en Gaule afin d'échapper à Octave.
La ville est néanmoins rendue à ses occupants par l'empereur Auguste qui lui permit de prendre en son honneur le titre Augusta.
La ville est ouverte à l'occupation de tous sur un territoire d'un mille.
Les inscriptions « Augusta sacr(um) Perusia restituta » permettent de supposer que la ville a été rapidement reconstruite.
Toutefois Perusia ne devient une colonie indépendante qu'à partir de  - 251 - 253.
Par la suite, les géographes ne mentionnent guère son existence jusqu'en 548, lorsque Totila l'envahit après un siège.

## Sources
- (en) Cet article est partiellement ou en totalité issu de l’article de Wikipédia en anglais intitulé « Perusia » (voir la liste des auteurs).